# Baitarání
Baitarání (urijsky ବୈତରଣୀ ନଦୀ) je řeka v Uríse, jednom ze svazových států Indie, přičemž na krátkém desetikilometrovém úseku tvoří hranici se sousedním Džhárkhandem. Je 360 kilometrů dlouhá a její povodí má rozlohu přes čtrnáct tisíc čtverečních kilometrů. Vlévá se zleva do řeky Bráhmaní v její deltě nedaleko jejího ústí do Bengálského zálivu.